# Donald Reignoux

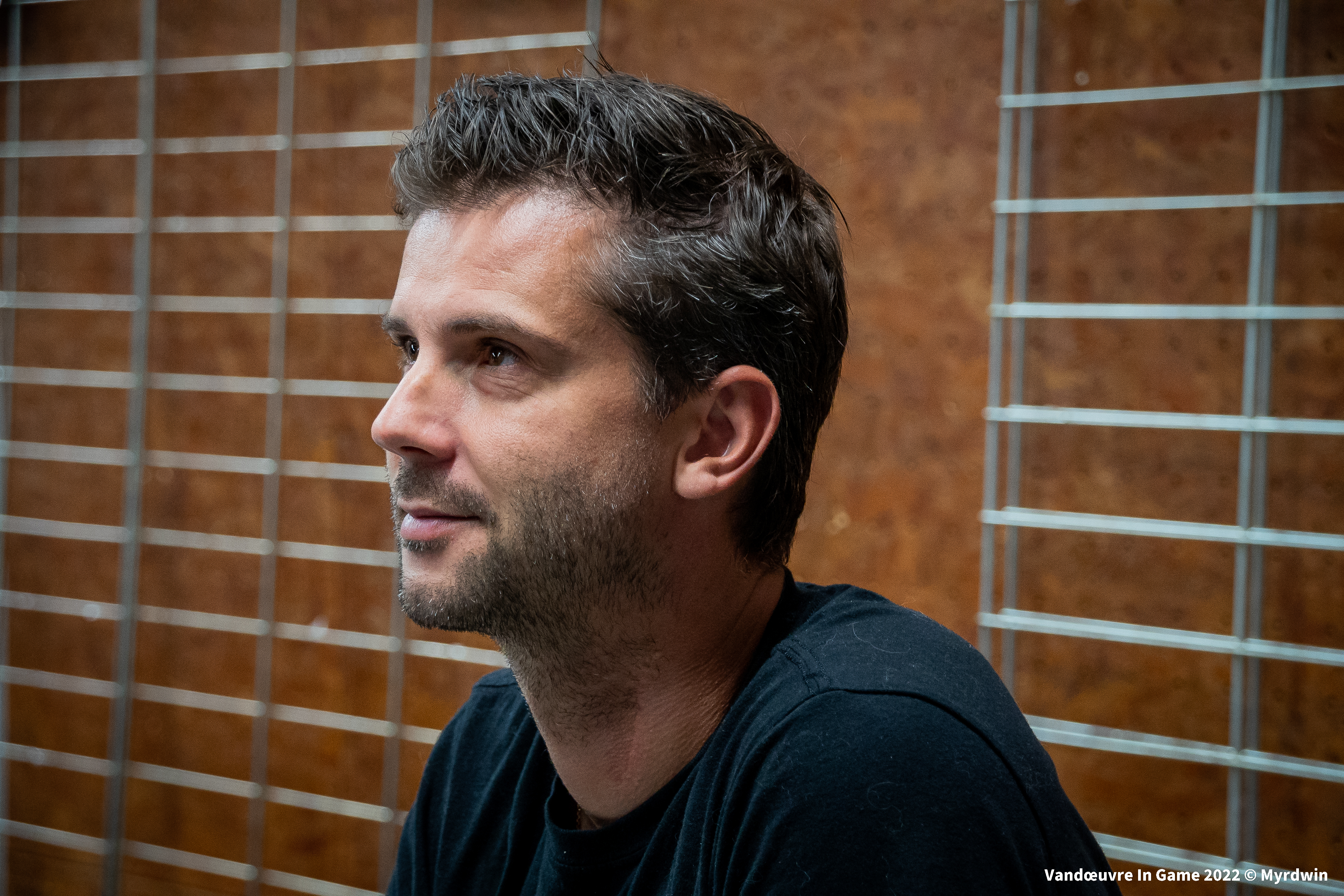
Donald Reignoux

Donald Reignoux (* 20. Mai 1982 in Bois-d’Arcy, Yvelines) ist ein französischer Synchronsprecher.

## Leben
Reignoux besuchte von 1988 bis 1992 die École Primaire Turpault und von 1993 bis 1997 das Collège Mozart, beide in seiner Geburtsstadt Bois-d’Arcy. Im Alter von 11 Jahren wurde er von der belgischen Sängerin Claude Lombard bei einem Kindercasting für die Zeichentrickserie Papa Beaver’s Storytime entdeckt. Ab 2001 lieh er „Titeuf“ und „Hugo“ in der gleichnamigen Zeichentrickserie seine Stimme. Seit 2005 arbeitet er auch als Radiomoderator bei NRJ.
2012 synchronisierte er Spider-Man in The Amazing Spider-Man und dem Folgefilm. In Frankreich ist er die Stimme von Jesse Eisenberg, Paul Dano, Adam Brody, Andrew Garfield und Jamie Bell.

## Synchronrollen
Filme
- 2000: Digimon – Der Film (Tai für Joshua Seth)
- 2001: Metropolis – Der Film (Kenichi für Kei Kobashi)
- 2003: Kim Possible – Missionen zwischen den Zeiten (Robin Trépide)
- 2004: Die Stevens schlagen zurück (Louis Stevens für Shia LaBeouf)
- 2005: Kim Possible – Der Film: Invasion der Roboter (Robin Trépide)
- 2007: Feel the Noise (Rob für Omari Grandberry)
- 2008: Boogeyman 3 (Jemery für George Maguire)
- 2008: Space Chimps – Affen im All (Ham3 für Andy Samberg)
- 2009: Ben 10: Alien Swarm (Kevin Levin für Nathan Keyes)
- 2011: The Boy She Met Online (Jake Byers für Jon Cor)
- 2011: Crash Site – Eine Familie in Gefahr (Matthew für Steven Grayhm)
- 2011: Shank (Craze für Michael Socha)
- 2011: Win Win (Kyle für Alex Wubbels)
- 2011: Die kleine blaue Lokomotive (Richard für Dominic Scott Key)
- 2011: Titeuf – Der Film (Titeuf, Hugo)
- 2012: Die Legende von Mor’du (Wee Dingwall für Callum O’Neill)
- 2012: The Red Eagle – A Hero Never Dies (Chart)
- 2012: Sexting in Suburbia (Mark Carey für Ryan Kelley)
- 2012: Underground: Die Julian Assange Story (Julian Assange für Alex Williams)
- 2013: A Lesson in Romance (Mike für Scott Grimes)
- 2013: Tarzan 3D (Tarzan für Kellan Lutz)
- 2013: Clara’s Deadly Secret (Alec für Seamus Patterson)
- 2014: Son of Batman (Dick Grayson / Nightwing für Sean Maher)
- 2014: The Hazing Secret (Bryan für Brett Dier)
- 2014: Verdammtes Fracking – Das Erdbeben-Inferno (Derrick für Brock Kelly)
- 2014: Joy Ride 3: Road Kill (Mickey Cole für Ben Hollingsworth)
- 2014: Swelter – Gier. Rache. Erlösung (Madsen für Peter Vack)
- 2015: Der Heiratsantrag (Travis für Ryan Merriman)
- 2015: Lethal Seduction (Mark Richards für Caleb Ruminer)
- 2016: Sophie’s Misfortunes (Jean de Rugès)
- 2016: Batman: Bad Blood (Dick Grayson / Nightwing / Batman II für Sean Maher)
- 2016: Voll verkatert (David Brand für Robbie Amell)
- 2016: Grease: Live (Sonny für Andrew Call)
- 2016: Pregnanat at 17 (Greg Forster für Rogan Christopher)
- 2017: Going Under (John für Thomas Middleditch)
- 2017: The Runaround (Gary für Taran Killam)

Serien
- 1995–1996: Die unendliche Geschichte (Bastian Bathazar Bux für Christopher Bell)
- 1997–1999: Smart Guy (T. J. Henderson für Tahj Mowry)
- 2000–2003: Norman Normal (Norman Stone)
- 2000–2012: Marsupilami (Alex)
- 2001–2003: Lucky Luke – Die neuen Abenteuer (Billy the Kid, Folge 1, 18 & 43)
- 2001–2013: Totally Spies! (Arnold)
- 2003: Chocotte minute (Jakob)
- 2003–2009: Nini Patalo (André)
- 2004: Power Rangers Dino Thunder – Season 1 (Eathan James für Kevin Duhaney)
- 2005–2006: Half & Half (Brett Mahoney für Joey Lawrence)
- 2005–2007: Skyland (Mahad)
- 2006–2007: Team Galaxy (Spavid, Bobby, Aliens)
- 2006–2007: La vache, le chat et l’Océan (Katze)
- 2006–2008: Legion of Super-Heroes (Brainiac 5 für Adam Wylie)
- 2008: Fred’s Head (Yoan Chabot, Manu Escobar, Rodolphe)
- 2008–2011: Física o química (Greg für Adam Jezierski)
- 2009–2010: Mr. Baby (Ludo)
- 2009–2010: Angel’s Friends (Gabriel)
- 2009–2011: The Amazing Spiez (Lee Clark)
- 2011–2015: Robocar Poli (Poli für Um Sang-hyun)
- 2012: I Just Want My Pants Back (Lench für Nick Kocher)
- 2015: Wet Hot American Summer: First Day of Camp (Arty für George Dalton)
- 2016: Crazyhead (Jake für Lewis Reeves)
- 2017: Wet Hot American Summer: Zehn Jahre später (Arty für Samm Levine)